# Strijkkwartet nr. 18 (Holmboe)
Vagn Holmboe voltooide zijn Strijkkwartet nr. 18 in 1982. Het kreeg de subtitel Giornata. Het is een van de meer dan twintig strijkkwartetten die Holmboe zou schrijven.
Het werk is opgebouwd uit zes delen. Deel 1 (Andantino) is voor wat betreft tempo rustig, maar klinkt nerveus door constante tremolos. Deel 2 (Allegretto) is iets sneller en is opgevuld met ritmische figuren. Het volgende deel (Tempo giusto) laat in het middensegment de tremolo's terugkomen. Deel 4 (Allegro brioso) laat in het begin polyritmiek horen (3 tegenover 4) maar gaat over in melodieuze lijnen. Die melodieuze lijnen gaan door naar deel 5 (Adagio); worden steeds complexer tot een hoogtepunt, waarna ze in rustiger vaarwater komen. Deel 6 (Vivace) is het snelle slotdeel.
Het werk werd op 28 september 1988 voor het eerst uitgevoerd door het Kopenhagen Kwartet. 
Strijkkwartet nr. 1 · Strijkkwartet nr. 2 · Strijkkwartet nr. 3 · Strijkkwartet nr. 4 · Strijkkwartet nr. 5 · Strijkkwartet nr. 6 · Strijkkwartet nr. 7 · Strijkkwartet nr. 8 · Strijkkwartet nr. 9 · Strijkkwartet nr. 10 · Strijkkwartet nr. 11 · Strijkkwartet nr. 12 · Strijkkwartet nr. 13 · Strijkkwartet nr. 14 · Strijkkwartet nr. 15 · Strijkkwartet nr. 16 · Strijkkwartet nr. 17 · Strijkkwartet nr. 18 · Strijkkwartet nr. 19 · Strijkkwartet nr. 20
Ongenummerd: Sværm · Quartetto sereno